# Madison (Maine)
Madison es un pueblo ubicado en el condado de Somerset en el estado estadounidense de Maine. En el Censo de 2010 tenía una población de 4.855 habitantes y una densidad poblacional de 34,19 personas por km².

## Geografía
Madison se encuentra ubicado en las coordenadas 44°49′35″N 69°47′59″O / 44.82639, -69.79972. Según la Oficina del Censo de los Estados Unidos, Madison tiene una superficie total de 141.99 km², de la cual 134.37 km² corresponden a tierra firme y (5.37%) 7.62 km² es agua.

## Demografía
Según el censo de 2010, había 4.855 personas residiendo en Madison. La densidad de población era de 34,19 hab./km². De los 4.855 habitantes, Madison estaba compuesto por el 97.55% blancos, el 0.43% eran afroamericanos, el 0.56% eran amerindios, el 0.35% eran asiáticos, el 0.02% eran isleños del Pacífico, el 0.02% eran de otras razas y el 1.07% pertenecían a dos o más razas. Del total de la población el 0.87% eran hispanos o latinos de cualquier raza.